# José Vera Jardim
José Eduardo Vera Cruz Jardim GCC • GCL (Ponte de Sor, Ponte de Sor, 2 de janeiro de 1939) é um advogado e político português.

## Família
Filho de Adriano Vera Jardim, Juiz Conselheiro e Grã-Cruz da Ordem do Infante D. Henrique a 2 de Dezembro de 1982, e de sua mulher Ana Gonçalves de Freitas Vera Cruz.

## Biografia
Advogado desde 1963, é licenciado pela Faculdade de Direito da Universidade de Lisboa.
Fundou uma sociedade de advogados com Jorge Santos e José Macedo e Cunha, uma das primeiras existentes em Portugal, a que se associaram Jorge Sampaio e Júlio Castro Caldas, dando origem à Jardim, Sampaio, Caldas & Associados, e que, posteriormente à entrada de Manuel de Magalhães e Silva, adotaria a denominação de Jardim, Sampaio, Magalhães e Silva & Associados. Foi igualmente advogado da Embaixada da Alemanha em Portugal, nas décadas de 1960 e 70.
Militante destacado do Partido Socialista, foi eleito deputado à Assembleia da República, nas V, VI, VII, VIII, IX, X e XI Legislaturas. Foi, de 1991 a 1995, vice-presidente do Grupo Parlamentar do PS, era líder António Guterres e, de 2009 a 2011 vice-presidente da Mesa da Assembleia da República. Com António Guterres como Primeiro-Ministro, ocupou o cargo de ministro da Justiça do XIII Governo Constitucional. Antes disso fora Secretário de Estado do Comércio Externo e Turismo nos II e III Governos Provisórios, chefiados, respetivamente, por Adelino da Palma Carlos e por Vasco Gonçalves.
É um dos autores da actual Lei de Liberdade Religiosa.
Foi fundador da DECO. É atualmente administrador (não executivo) do Banco Bilbao Vizcaya Argentaria e provedor do cliente da Associação Portuguesa das Agências de Viagem.
Em 30 de Junho de 2016 foi designado para o cargo de presidente da Comissão da Liberdade Religiosa.

## Condecorações
A 9 de Junho de 2005, foi agraciado com o grau de Grã-Cruz da Ordem Militar de Cristo. A 11 de julho de 2024, foi agraciado com o grau de Grã-Cruz da Ordem da Liberdade.